# Kot (film 1971)
Kot (fr. Le chat) – francusko-włoski dramat psychologiczny z 1971 roku w reżyserii Pierre’a Graniera-Deferre’a. Główne role zagrali w nim Jean Gabin i Simone Signoret. Zdjęcia kręcono w Courbevoie i w Paryżu.
Film oparty był na książce pod tym samym tytułem autorstwa Georges’a Simenona. Jest to historia wspólnie mieszkającej starszej pary, która z biegiem czasu straciła ze sobą kontakt. Mężczyzna okazuje ciepłe uczucia jedynie domowemu kotu, co u kobiety wywołuje nienawiść do zwierzęcia.
Premiera filmu miała miejsce w konkursie głównym na 21. MFF w Berlinie, gdzie zdobył on zarówno Srebrnego Niedźwiedzia dla najlepszego aktora (Jean Gabin), jak i dla najlepszej aktorki (Simone Signoret).

## Fabuła
Julien i Clémence Bouinowie są wieloletnim bezdzietnym małżeństwem będącym jedynymi mieszkańcami w okolicy, która wkrótce zostać wyburzona. Julien, emerytowany zecer kolekcjonuje w piwnicy gazety, zaś Clémence jest alkoholiczką wspominającą swą karierę cyrkowej akrobatki. Między nimi od dawna nie ma miłości. Pewnego dnia Julien przygarnia bezdomnego kota i daje imię Greffier. Clémence jest zazdrosna o zwierzę, jako że tylko wobec niego Julien wykazuje troskę.
Julien odwiedza swą dawną kochankę pracującą w hotelu, Nelly. Zwierza się jej z problemów małżeńskich. Nelly sugeruje, że dla obu najlepszy byłby rozwód, jednak Julien wciąż się waha to zrobić. W tym samym czasie Clémence niszczy gazety z kolekcji męża i zamierza wrobić to w kota. Mimo to Greffier nadal jest kochany przez Juliena. Dochodzi do kolejnej kłótni, gdzie małżonkowie wygarniają sobie zmarnowane życia. Gdy Clémence chce powstrzymać biegnącego Greffiera, upada ze schodów, co przypomina jej o nieszczęśliwym cyrkowym wypadku, który zakończył jej karierę.
Upadek nie jest groźny, lecz zaprzyjaźniony lekarz mówi o słabym sercu Clémence i zaleca jej wyciszenie. Clémence widzi w tym kolejną okazję do oskarżenia Greffiera. Wkrótce szykuje się na pogrzeb jednego kolegi z cyrku. Przed wyjściem mówi Julienowi, że mogłaby wciąż znaleźć pracę mimo jej ograniczeń związanych z wiekiem. Julien wychodzi na zebranie związku zawodowego. W rzeczywistości Clémence pozorowała wyjście na pogrzeb, by pozbyć się Greffiera. Listonosz przynosi Bouinom zawiadomienie o wywłaszczeniu mieszkania. Clémence nie wydaje się tym rozżalona czując, że dom i tak był zachcianką Juliena.
Clémence przemyca Greffiera do supermarketu i zostawia go tam, uprzednio prowokując do zjedzenia ryby na stoisku. Julien po powrocie do domu zauważa brak kota. Wkrótce Greffier wraca do domu cały i zdrowy, ku niezadowoleniu Clémence. Przed snem małżonkowie znów robią wzajemne zarzuty odnośnie bezsensu ich małżeństwa, co kończy się gwałtownym wyjściem Juliena z domu. Wcześniej wyciągnął pistolet do sprowokowania Clémence, by go zabiła. Ta ostatecznie zabija z broni Greffiera. Julien nie mając odwagi go zakopać, zostawia go w śmietniku. Wyprowadza się do hotelu Nelly, która zwraca mu uwagę, że tak naprawdę myśli o żonie, nie o kocie.
Następnego dnia Clémence mająca wyrzuty sumienia wiele razy podchodzi pod hotel, jednak zarówno ona jak i Julien obawiają się konfrontacji. Jednak od sześciu dni Clémence się nie pojawia. Julien dzwoni do niej, jednak wciąż nie ma odwagi się odezwać. Czyni to też Clémence trawiona chorobą. Julien dowiaduje się o tym, że hotel jest przeznaczony do rozbiórki i Nelly nalega, by wrócił do żony. Julien to robi, ale oznajmia, że nigdy się nie odezwie do Clémence. Małżonkowie utrzymują jedyny kontakt poprzez napisy z karteczkami. Niedługo po tym upadająca na zdrowiu Clémence umiera na zawał. Zaniepokojony Julien w końcu się do niej odzywa, lecz jest za późno. Decyduje się na samobójstwo poprzez przedawkowanie tabletek i umiera w szpitalu.

## Obsada
- Jean Gabin jako Julien Bouin
- Simone Signoret jako Clémence Bouin
- Annie Cordy jako Nelly
- Jacques Rispal jako lekarz
- Nicole Desailly jako pielęgniarka
- Harry Max jako emeryt

Materiał źródłowy:

## Odbiór
Jacqueline Lajeunesse w „Image et Son” napisała, że film tematycznie jest „tragedią banalną, dramatem dwojga ludzi, którzy nie mogą już żyć ze sobą, ale nie mogą również żyć bez siebie. To również dramat nikomu niepotrzebnej starości, dramat życia, które bezsensownie wydłuża się, trwając bez celu i sensu”. Pochwaliła również grę aktorską Gabina i Signoret: „Można się obawiać »popisowej«, ekshibicjonistycznej gry dwóch »świętych potworów« kina, ale Jean Gabin i Simone Signoret sprawili, że mamy przed sobą dwie ludzkie istoty, zarazem tajemnicze i przejrzyste”.
Jan Olszewski w „Filmie” dał pozytywną opinię, szczególnie chwaląc Gabina i Signoret, którzy swe cechy inkorporowali do odgrywanych przez siebie postaciom swe cechy, nadając im wielkość. Zwrócił uwagę na to, że Kot nie ma nic z dokumentu bądź kina Nowej Fali. W tym samym czasopiśmie Ireneusz Dembowski określił rolę Gabina jako podsumowanie wszystkich jego dotychczasowych ról: „Gabin nie gra – po prostu jest”.